# David Cury
David Cury (Teresina, 1963) é artista visual brasileiro. Atua em suportes diversos, da pintura à instalação, passando pela Escultura, Fotografia e Trabalhos para Contexto Específico ― exibidos, entre outros, na Somerset House (Londres, 2012), Museu Bozar (Bruxelas, 2011) e Carreau du Temple (Paris, 2005). De dezembro de 2015 a fevereiro de 2016, realizou A vida é a soma errada das verdades no Paço Imperial do Rio de janeiro. Em 2013 e 2014, recebeu duas seguidas indicações ao CIFO's Grants and Commissions Program (prêmio de aquisição & financiamento para a Arte Latino-Americana) na categoria mid-career artist ― concedido pela Cisneros Fontanals Art Foundation, com sede em Miami. Em 2010, participou da 29ª Bienal Internacional de Arte de São Paulo com a instalação Antônio Conselheiro não seguiu o conselho, e recebeu indicação ao Prêmio Investidor Profissional de Arte (PIPA). Em 2009, ocupou todo o Espaço Monumental do Museu de Arte Moderna do Rio de Janeiro com as instalações Há vagas de coveiro para trabalhadores sem-terra e Antônio Conselheiro não seguiu o conselho; e a intervenção Eis o tapete vermelho que estendeu o Eldorado aos carajás. Mestre em Artes Visuais (UFRJ), Especialista em História da Arte e da Arquitetura no Brasil (PUC-Rio), é desde 2002 orientador da oficina Antiformas de intervenção ― com foco em conceitualidade, multimeios, suportes estáveis e efêmeros ― na Escola de Artes Visuais do Parque Lage, no Rio, onde vive e trabalha.

## Vida e Formação
David Abdala Cury é filho de Júlia Salomão Chaib e Abdala Jorge Cury. 
Pintor autodidata, aos 13 anos recebe menção honrosa dos críticos Frederico Morais, Carlos Maciel Levy e Francisco Bittencourt no Salão de Arte do Piauí, organizado em parceria com a Funarte. Muda-se para Recife quatro anos depois, em 1981. Após a graduação em Arquitetura e Urbanismo pela Universidade Federal de Pernambuco, chega ao Rio em fevereiro de 1986 ― passando a conhecer, entre outros, os artistas Ascânio MMM, Fernando Leite, Manfredo Souzanetto, Ronaldo Macedo e Sálvio Daré; os críticos de arte Fernando Cocchiarale, Ronaldo Brito e Elmer Corrêa Barbosa; os filósofos Henrique Antoun e José Thomaz Brum; os historiadores Anna Maria Fausto Monteiro de Carvalho, Gustavo Schnoor, Jorge Czajkowski, Margareth Campos da Silva Pereira, Maria Luíza Fallabella, Myriam Andrade Ribeiro, Sônia Gomes Pereira e Vanda Klabin; a socióloga Rosza vel Zoladz; a antropóloga Liana Silveira; a bibliotecária do SPHAN Lygia Fernandes; a curadora do CEPEDOC/MAM-Rio Rosana de Freitas, a educadora Ana Maria Monteiro; os arquitetos Cláudia Muricy e Ivan Pascarelli; o fotógrafo Wilton Montenegro; e a jornalista de cultura Meise Halabi. 
Com a Especialização em História da Arte e da Arquitetura no Brasil pela Pontifícia Universidade Católica do Rio de Janeiro (1990) e o Mestrado em Artes Visuais pela Universidade Federal do Rio de Janeiro (1992), tornou-se professor de História da Arte, de Teoria da Arquitetura Moderna e Contemporânea e de Projeto Arquitetônico nas Universidades Gama Filho e Santa Úrsula. 
Em paralelo, passou a assinar textos sobre Arte Contemporânea publicados em revistas, livros e catálogos especializados. É quando se iniciou sua trajetória internacional: em 1993, integra Sechs aus Rio, exposição coletiva na Maerz Gallery (Linz, Áustria). No mesmo ano, é o único artista com ateliê no Rio selecionado pelo The Tamarind Institute para o programa The Art of the Americas ― e realiza a mostra individual Mental Eyes em 1994, na The Cafe Gallery, em Albuquerque (Novo México, EUA). Em 1996, recebe bolsa-ateliê concedida pela Fundação de Amparo à Pesquisa do Estado do Rio de Janeiro ― sob curadoria e orientação de Fernando Cocchiarale, Katie van Scherpenberg, Lygia Pape, Paulo Herkenhoff e Waltércio Caldas. No período 2003-2004, é artista e palestrante convidado da Rede Nacional de Artes Visuais/Funarte.

## Trajetória

DAVID CURY Antônio Conselheiro não seguiu o conselho, 2009
3.6 m x 8.4 m x 24 m
contêineres (do tipo case), vidro, ferro, aço, alumínio, borracha, lâmpadas fluorescentes queimadas
Espaço Monumental do Museu de Arte Moderna do Rio de Janeiro
[fotografia de Wilton Montenegro]

Nas últimas duas décadas, David Cury tem desenvolvido pinturas, instalações e intervenções de articulação dialética polarizada — buscando cruzar questões intrínsecas de arte com outras associáveis à vida contemporânea. 
Desde Para a inclusão social do Crime (Funarte, Rio de Janeiro, 2003) até Antônio Conselheiro não seguiu o conselho (29ª Bienal Internacional de Arte de São Paulo, 2010) — passando por Há vagas de coveiro para trabalhadores sem-terra (Carreau du Temple, Paris, 2005); Paradeiro (Estação da Leopoldina, Rio, 2006); Hydrahera (Morro da Conceição, Rio, 2008); Corumbiara não é Columbine (Musée Bozar, Bruxelas, 2011); É com o sexo que os homens se deitam, pedindo como anões o seu ascenso (Somerset House, Londres, 2012) e Rasa é a cova dos vivos (Museu de Arte Contemporânea do Ceará, Fortaleza, 2013) — são trabalhos que assumem imediata margem ensaística; ou seja, durante o processo de execução ou montagem, eles podem variar em materialidade, estruturação e escala.
A mostra que realizou no Museu de Arte Moderna do Rio de Janeiro de agosto a outubro de 2009 teve como eixo alguns dos incontáveis conflitos fundiários no Brasil. Ela reunia duas instalações e uma intervenção (sobre a grande parede do Espaço Monumental) em que se cruzavam referências seminais da arte contemporânea com reincidências da história social brasileira. Episódios emblemáticos da questão agrária local — Canudos, Eldorado dos Carajás, Movimento dos Trabalhadores Sem-Terra — resultaram ali em abstrações de dimensões públicas e caráter de situação, fisicamente instáveis, prementes à queda ou ao desaparecimento. 
Mais recentemente, na instalação A vida é a soma errada das verdades (Paço Imperial do Rio de Janeiro, 2015-2016), David Cury propôs uma espécie de monumento crítico às formas estruturais de violência no Brasil. Por uma extensão longitudinal de aproximadamente 150 m², três núcleos temáticos convergentes e cruzados (violência social, violência política e violência moral) entregam uma espécie de praça cívica de sinal negativo — com textos do artista esculpidos em lajes de concreto armado. Elas acusam a falácia da Democracia, em modo grave, transparente, corrosivo e público.

## Comentários Críticos

David Cury - A vida é a soma errada das verdades, 2015.
Concreto armado, aço, vidro, ferro, aço, cerâmica, madeira, resíduos de calcinação
aprox. 150 m² (eixo da instalação com 15 lajes medindo 1.3 m x 1.3 m x 5 cm – cada uma)
Paço Imperial, Rio de Janeiro
[fotografia de Wilton Montenegro]

“No limite da crítica a esse quadro histórico, David Cury vem trabalhando os elementos da morte atual da pintura, radicalizando-os. Contra a valorização da expressão e do gesto, as suas telas resultam de conceitos (a arte e seus artistas referenciais), de métodos (a mesma e objetiva modulação do plano pictórico) e da subversão de repertórios (em lugar da investigação das propriedades expressivas e matéricas das tintas e cores, a utilização da monocromia tonal negra). Cury utiliza-se de um sistema modular de ocupação espacial para neutralizar, de modo quase absoluto, toda expressão (o sujeito) e seus resultados (o objeto) e criar uma espécie de não-pintura”― escreve o crítico de arte e curador Fernando Cocchiarale, em artigo para a Revista argentina Southward Art intitulado “Non-painting?” (2001).
Em texto acerca da mostra individual Os dias em claro na Galeria Anita Schwartz, no Rio de Janeiro (2004), o crítico de arte e curador Reynaldo Roels Jr teoriza: “Talvez a situação em que se encontra a pintura hoje — um tanto encurralada após a perda de sua posição secularmente central na história da arte — favoreça o tipo de interrogação de David, sobre as estratégias, os limites e os efeitos da pintura. E fazê-lo apenas no essencial, sem sobrecargas que, em vez de esclarecer, acabem por confundir. As restrições a que David submete a pintura são uma forma de limitar suas manobras para delas extrair o máximo de conteúdo. Ou, antes, concentrar a pintura, de modo controlado e consequente, para melhor dominar a fronteira do território que ela própria ocupa.”

DAVID CURY - Eis o tapete vermelho que estendeu o Eldorado aos Carajás, 2009
7.9 m x 29 m etiquetas adesivas PIMACO (13 mm e 19 mm de diâmetro)
Espaço Monumental do Museu de Arte Moderna do Rio de Janeiro
[fotografia de Wilton Montenegro]

“Diversamente da pintura gestual, que marcou uma parcela significativa de seus colegas de geração, na pintura de David Cury não há espaço nem motivo para que se prossiga divulgando a ideia do artista como uma espécie de herói, o último representante de um homem capaz de ações superlativas. A opção por gestos e motivos visuais simples e enxutos demonstram o valor da concentração e do foco como estratégia para obtenção de segurança e da afirmação da pintura como um território linguístico no qual a consciência se exercita e toma posse” ― defendem os curadores Agnaldo Farias e Moacir dos Anjos, por ocasião da mostra Geração da virada, 10+1: os anos recentes da arte brasileira realizada no Instituto Tomie Ohtake, em São Paulo (2007). 
No Catálogo da 29ª Bienal Internacional de São Paulo (2010), os curadores Agnaldo Farias e Moacir dos Anjos destacam: “Em Antônio Conselheiro não seguiu o conselho, David Cury elege como eixo temático os conflitos fundiários no Brasil. A obra atualiza a história da disputa, no século XV, entre as cidades de Florença e Siena, retratada por Uccello em A batalha de São Romano (c. 1450). Esse episódio é aproximado ao imaginário da Guerra de Canudos (1896-97), um confronto entre o exército brasileiro e o movimento sociorreligioso liderado por Antônio Conselheiro no sertão do fim do século XIX. A montagem de Antônio Conselheiro não seguiu o conselho é instável e arriscada, com uma trincheira de mais de mil lâmpadas frias tubulares queimadas, lâminas de vidro, hastes de ferro e contêineres conectados por simples apoio, sem procedimentos de fixação”.

DAVID CURY A aurora cospe o seu leite escuro (díptico), 2004 2 m x 6 m tela com lona crua, tinta acrílica Coleção Gilberto Chateaubriand, Rio de Janeiro [fotografia de Wilton Montenegro]

Curadora de Construction and Deconstruction at Brazilian Contemporary Art (1990’s – Today), realizada no Museu Bozar, em Bruxelas (2011-2012), Sonia Salcedo afirma que “as explorações de David Cury para com a Pintura — ele a pulveriza conceitualmente, de acordo com uma lógica de distensão, em uma explosão de pequenos pontos adesivados sobre a parede — se estendem ao espaço plástico, estético e até político, como por exemplo o relatado em Corumbiara não é Columbine: uma intervenção que criticamente vincula a execução de um número desconhecido de trabalhadores sem-terra por pistoleiros e oficiais militares contratados por agricultores em Corumbiara, no estado de Rondônia, em 1995, com o assassinato de 13 estudantes e professores por dois adolescentes da classe média alta em Columbine, no estado do Colorado, em 1999.”
“As instalações de David Cury são frequentemente compostas como se fossem pinturas abstratas estendidas para dentro de uma matriz tridimensional. A literalidade quase excessiva com que o título se relaciona com a composição é, igualmente, mais característica da tradição da pintura do que da escultura. Contrariando as expectativas comuns em relação às instalações artísticas, esta É com o sexo que os homens se deitam, pedindo como anões o seu ascenso se pretende representacional, em grande parte. Seu sucesso ou fracasso depende em exata medida de sua capacidade de borrar os limites entre coisa e imagem” ― observa o historiador de arte Rafael Cardoso, curador de From the margin to the edge: Brazilian art and design in the 21st century, realizada na Somerset House, em Londres (2012).

## Mostras Individuais
A vida é a soma errada das verdades (Paço Imperial, Rio de janeiro 2015-2016)
Antônio Conselheiro não seguiu o conselho (Espaço Monumental do Museu de Arte Moderna do Rio de Janeiro, 2009)
O fogo é sombra (Galeria Oeste, São Paulo, 2007)
Os dias em claro (Galeria Anita Schwartz, Rio de Janeiro, 2004)
Para a inclusão social do Crime (Galeria Lygia Clark/Funarte, Palácio Gustavo Capanema, Rio de Janeiro, 2003-2004)
O acaso joga fechado (Paço Imperial, Rio de Janeiro, 2001)
Death by meter/Não há nenhum lugar aqui (Alpendre, Fortaleza, 2000)
Mental eyes (The Tamarind Institute/The Café Gallery, Albuquerque, EUA, 1994)